# Кезьке сільське поселення
Ке́зьке сільське поселення — муніципальне утворення в складі Кезького району Удмуртії, Росія. Адміністративний центр — селище Кез.
Населення — 10737 осіб (2018; 10653 у 2015, 10913 в 2012, 11082 в 2010, 10920 у 2002).
До 2006 року існувала Кезька селищна рада, населений пункт Дома 1242 км перебував у складі Великокезької сільської ради.

## Склад
До складу поселення входять такі населені пункти:
| Населений пункт           | Населення, осіб (2002) | Населення, осіб (2010) | Населення, осіб (2012) |
| ------------------------- | ---------------------- | ---------------------- | ---------------------- |
| Дома 1242 км, без статусу | 7                      | 2                      | 2                      |
| Кез, селище               | 10913                  | 11080                  | 10911                  |

## Господарство
В поселенні діють ПТУ, 2 школи, 5 садочків («Сонечко», «Теремок», «Посмішка», «Колосок», «Ладушки»), ДЮСШ, школа мистецтва, центр дитячої творчості, палац культури, лікарня, ФАП, 2 клуба, 2 бібліотеки, виставковий центр, центр прикладного мистецтва, молодіжний центр, комплексний центр соціального обслуговування населення, служба зайнятості, військкомат, ветеринарна станція з лабораторією, районний суд, прокуратура, пожежне депо, ДОССАф, церква. Серед підприємств працюють Кезьке лісництво, льонозавод, сирзавод, хлібокомбінат, багато приватних підприємств. Видається газета «Зірка».